# Plaza de la Constitución
Plaza de la Constitución (do češtiny přeložitelné jako Náměstí ústavy), kratší název je El Zócalo, je největší náměstí v Ciudad de México a jedno z největších na světě. Nachází se ve čtvrti Cuauhtémoc. Je centrem celého Ciudad de México a metropolitní oblasti Valle de México.

## Historie
Plaza de la Constitución a jeho okolí byla centrem osídlení již v předkolumbovských dobách, v časech města Tenochtitlán. Po výstavbě současného města na rozvalinách toho starého dostalo název Plaza de Armas. Současné jméno má od roku 1812, na počest vyhlášení Cádizské ústavy. V roce 1843 generál Antonio López de Santa Anna, který byl zároveň i prezidentem země, nařídil vztyčit památník na počest nezávislosti Mexika, a to přímo uprostřed náměstí. Nakonec byl vybrán mramorový sloup od architekta Lorenza de la Hidalgo. Nebyl však dostavěn, vzniklo pouhých 2,5 m památníku. Postupem času se však piedestal nedokončeného památníku sžil s náměstím a dal mu jeho dnešní neoficiální jméno Zócalo, které je používanější než formální Plaza de la Constitución.
V současnosti je náměstí hlavní turistickou atrakcí i hlavním místem manifestací a demonstrací obyvatel.

## Významné budovy
- Metropolitní katedrála (největší barokní katedrála na světě)
- Palacio Nacional (sídlo prezidenta Mexické republiky)
- Sagrario
- Nejvyšší mexický soud

Vládní úřady na Plaza de la Constitución (Zócalo)